# お台場湾岸テレビ
お台場湾岸テレビ（おだいばわんがんテレビ）は、フジテレビのイベントお台場冒険王で2004年から2006年まで開催されていたアトラクション、同じくフジテレビで放送された単発番組、青春★ENERGY枠のドラマで舞台となった架空の放送局。通称湾テレ。

## 設定

### 特徴
「お台場冒険王」で公開された当初は「お化けに乗っ取られた放送局」という設定であったが、現在は「ありえないほど貧乏な放送局」という事になっている。

### 概要
- 商号:お台場湾岸テレビ
- 設立:1956年10月4日
- 資本金:100万円
- 社員数:20名程度
- 代表:小倉代表取締役社長
- 所在地:お台場の裏の方
- アクセス:ゆりかもめ東京国際クルーズターミナル駅（当時は船の科学館駅）を降りて徒歩5分、お台場海浜公園駅より徒歩7分

（2つの定期代が1万円近く違うので社員はどちらの駅から通うか悩んでいる）

### 社歴
- 1956年:お台場湾岸テレビ設立。
- 1959年:放送をお台場限定に。（電波が東京タワーに届かないため）
- 1962年:海上の船への電波放送へ。
- 1965年:海の荒れ模様を船へ発信する放送局へ。
- 1968年:ほとんど売り上げが出ない。
- 1972年:お台場が陸続きになる。
- 1975年:土地を高額で買いたいと言う話が入り、値段をつり上げ売却。
- 1976年:そのお金で、開局20周年記念として社員世界1周旅行へ。
- 1980年:世界2周目の旅行へ。
- 1985年:当分日本へは帰らないことに。
- 1996年:久しぶりに帰国した前小倉社長が湾岸テレビの前に巨大な建築物を発見。
- 1997年:それがフジテレビだったことに気づく。
- 1998年:電波放送を再開。
- 2001年:放送を台場限定に。（やはり電波が東京タワーに届かないため）
- 2004年:新社屋を建設することを計画するも、所有していた土地が第三者に譲渡されていた。この事から前小倉社長は退き、現小倉社長が代表に。社屋をお化け屋敷として公開。
- 2005年:社屋を3Dドッキリシアターとして公開
- 2006年:設立50周年記念としてドラマ制作が決定。

### 主な番組
- こたえてちょダイバ!（毎週月曜～金曜 9:55-11:25）

毎日メールで投稿されたお悩みを解決。ちなみにフジテレビの携帯サイトにて実際に募集している。
- 湾テレ通販 取りにおいでよ!（毎週水曜 16:00-16:30）

通販番組であるが、注文をした後、届けてくれるのではなく、自分で取りに行かなくてはならない。
- 湾テレ 今日のニュース 昨日のニュース（毎週月曜～金曜 17:58-不定）

思い出せない昨日のニュースを中心に放送。
- お台場わん☆ニャンTV（毎週水曜 19:00-不定）

お台場の埋立地で暮らす犬や猫などの動物を放送。
- シローのはらわた（不明）

開局50周年記念テレビドラマ。
- お台場天気予想 石原良々の!雨でよしよし（不定）
- 年越しものまねベスト108（12月31日夜）
関根局長自ら出演する年越し番組。

### 社員
お台場湾岸テレビ (テレビドラマ)#キャストを参照。

## お台場冒険王
- 2004年:恐怖!お台場湾岸テレビ　～世にも恐ろしい見学コース～
- 2005年～:3Dどっきり☆スタジオ

## 単発番組
- 2006年7月31日深夜1:08-1:59に放送。芸能人が企画プレゼンを行った。

### 出演者
- 関根勤（司会）
- アンタッチャブル
- 竹山隆範（カンニング）
- アンガールズ
- 中川翔子
- 小倉久寛（社長役）

## テレビドラマ
青春★ENERGY枠内で、毎週水曜日24:45 - 25:08に放送。